# Albert Koebele
Albert Koebele (Alemania, 28 de febrero de 1853-Waldkirch, 28 de diciembre de 1924) fue un eminente entomólogo germano-estadounidense.
Emigró a los Estados Unidos siendo joven y obtuvo la ciudadanía en 1880. Hizo trabajos muy destacados en el Departamento de Agricultura de los Estados Unidos sobre el uso de coccinélidos para controlar plagas en cítricos.
Volvió a Europa en 1908 y, debido a la Primera Guerra Mundial, no pudo regresar a los Estados Unidos, y murió en Alemania.